# Gayéri (département)
Pour le chef-lieu, voir Gayéri.
Gayéri est un département et une commune urbaine de la province de la Komondjari, dont c'est le chef-lieu, situé dans la région de l'Est au Burkina Faso.
En 2006, le dernier recensement comptabilisait 48 757 habitants.

## Villes et villages
Le département et la commune urbaine de Gayéri se compose d'une ville chef-lieu homonyme (données de population actualisées issues du recensement général de 2006) :
- Gayéri (6 060 habitants), subdivisée en cinq secteurs urbains :

- Secteur 1 (1 199 habitants)
- Secteur 2 (2 169 habitants)
- Secteur 3 (1 564 habitants)
- Secteur 4 (766 habitants)
- Secteur 5 (362 habitants)

et de vingt-quatre villages ruraux (totalisant 42 697 habitants) :
- Bandikidini (2 182 habitants)
- Bassiéri (4 245 habitants)
- Boalla (1 667 habitants)
- Bouogou (1 754 habitants)
- Carimama (3 421 habitants)
- Diabatou (2 295 habitants)
- Djora (4 183 habitants)
- Gamboudéni (1 297 habitants)
- Gnifoagma (680 habitants)
- Komompouma (2 660 habitants)
- Kopialga (536 habitants)
- Kotougou (469 habitants)
- Kourgou (2 464 habitants)
- Lonadéni (740 habitants)
- Louanga (846 habitants)
- Maldiabari (2 184 habitants)
- Maldianga (1 007 habitants)
- Nalidougou (2 097 habitants)
- N'Bina (732 habitants)
- Oué (1 966 habitants)
- Soualimou (519 habitants)
- Tiargou (1 525 habitants)
- Tiboudi (2 299 habitants)
- Toumbenga (929 habitants)